# Meteorologiåret 1962

## Händelser

### Februari
- 16-17 februari - Översvämningar drabbar Västtyskland.

### April
- April – Artturi Similä börjar göra måndagsrapporter om vädret i Sveriges Radio-TV [1].

### Maj
- 18 maj – Med temperaturen + 32,2 °C upplever Ottawa i Ontario, Kanada sin varmaste majdag någonsin [2].

### Juni
- 2 juni – I Fanaråken, Norge tangeras 1938 års norska köldrekord för månaden med - 12,2 °C [3].

### Juli
- 1 juli – En mindre tornado observeras utanför Vancouver i British Columbia, Kanada och blir den tredje tornadon som siktats i området sedan 1929 [2].
- 10 juli – 7.5 inch nederbörd faller över Jackson i Minnesota, USA på två timmar [4].

### Augusti
- Augusti
  - Med medeltemperaturen -0,9 °C upplever Fanaråken Norges kallaste augustimånad någonsin [5].
  - Göteborg, Sverige drabbas av kraftiga augustiregn [6].

### December
- 24 december – Danmark upplever sin kallaste jul någonsin, med -11,5°C  i Værløse [7].

### Okänt datum
- Temperaturmätningar vid Storlien-Visjövalen i Sverige inleds [8].

## Födda
- Okänt datum – John Nielsen-Gammon, amerikansk meteorolog och klimatolog.

## Avlidna
- 25 april – Victor Conrad, österrikisk-amerikansk fysiker, meteorolog och seismolog.
- 11 augusti – Harry Wexler, amerikansk meteorolog och atmosfärforskare.
- Okänt datum – Félix Chemla Lamèch, fransk meteorolog och selenograf.

### Fotnoter
1. ↑  John Pohlmans blogg 21 november 2010 - TV-väder historik del 9 Arkiverad 15 december 2010 hämtat från the Wayback Machine.
2. 1 2  ”Dan, Dan the Weatherman's Canadian Weather Trivia Page”. Arkiverad från originalet den 9 september 2013. https://web.archive.org/web/20130909001246/http://www.dandantheweatherman.com/cantriv.html. Läst 7 mars 2011.
3. ↑  MET
4. ↑  This Day in Weather History - July - Minnesota State Climatology Arkiverad 21 juli 2010 hämtat från the Wayback Machine.
5. ↑  ”MET”. Arkiverad från originalet den 27 september 2010. https://web.archive.org/web/20100927134251/http://met.no/?module=Articles;action=Article.publicShow;ID=2894. Läst 6 februari 2011.
6. ↑  SMHI
7. ↑  DMI
8. ↑  SMHI Arkiverad 27 mars 2011 hämtat från the Wayback Machine.